# Douglaska na Třech trubkách
Douglaska na Třech trubkách je památný strom rostoucí v Brdech v areálu loveckého zámečku Tři Trubky jihovýchodně od Strašic. Douglaska tisolistá (Pseudotsuga menziesii) roste v nadmořské výšce 545 m. Solitérně rostoucí dvoják dosahuje výšky 35 m, výška koruny je 34 m, šířka 24 m, obvod kmene 605 cm (měřeno 2019). Strom je chráněn od 7. června 2019  jako významný svým stářím i vzrůstem. Svou velikostí je mimořádný a jedinečný v rámci CHKO Brdy i z hlediska celorepublikového měřítka.